# Wapen van Ubach over Worms

Wapen van Ubach over Worms

Het wapen Ubach over Worms bestaat uit de combinatie van de wapens van de abdij van Thorn en het wapen van het geslacht Mulrepas van de voormalige gemeente Ubach over Worms. De beschrijving luidt:
"Gedeeld: rechts in azuur een leliescepter van goud; links in goud drie palen van azuur en een schildhoofd van keel; over alles heen een smalle golvende paal van zilver. Het schild gedekt met een gouden kroon van drie bladeren en twee parels."

## Geschiedenis
De golvende paal dwars over het schild is een symbolische weergave van het riviertje de Worm, de leliescepter is afkomstig van het oudste zegel van de abdij van Thorn, in wiens bezit de heerlijkheid Ubachs was. De linkerhelft is een herinnering aan de oudst bekende heren van Rimburg. Dat bestaat uit het familiewapen van Mulrepas. Op 1 januari 1982 werd Ubach over Worms (samen met Nieuwenhagen en Schaesberg) in het kader van een gemeentelijke herindeling in de nieuwgevormde gemeente Landgraaf gevoegd. De scepter van Ubach over Worms werd als kwartier in het wapen van Landgraaf opgenomen.